# Trentino Rosa
Trentino Rosa är en damvolleybollklubb i Trento, Italien. Klubben grundades 2008 och spelade första säsongen (2008-2009) i serie B1. Följande säsongen började klubben ett samarbete med herrvolleybollklubben Trentino Volley från samma stad. Säsongen 2010-2011 vinner laget serien och kvalificerar sig för serie A2 (den näst högsta serien). Då har dock samarbetet med herrlaget avslutats och klubben därigenom kommit i ekonomiska svårigheter. De säljer därför sin licens till Verona Volley och avslutar verksamheten. Redan 2012 återstartar verksamheten i serie B1. Klubben vinner 2013-2014 serien och kvalificerar sig därför till serie A2. Efter flera försök debuterade klubben i serie A1 (högsta serien) 2020-2021 och kom då åtta.